# Emma (auteure)
Pour les articles homonymes, voir Emma.
Emma est une dessinatrice féministe,, auteure de bande dessinée et ingénieure informatique française. Elle a contribué à populariser le concept de charge mentale en France.

## Biographie

### Jeunesse et débuts
Emma est élevée par deux parents professeurs de mathématiques dans un village de 400 habitants près de Troyes. Après un baccalauréat ES et un diplôme d'études universitaires générales de langues, elle passe un brevet de technicien supérieur en informatique puis rejoint une école d'ingénieurs[Laquelle ?][réf. nécessaire] ; après ses études, elle travaille en tant qu'ingénieure informatique.
En mars 2016, elle ouvre son blog dessiné Emmaclit où elle publie des planches pour aborder des sujets tels que les violences policières, le racisme et les rapports de domination. Elle souhaite ne pas divulguer son nom de famille afin de plus facilement retrouver du travail mais se laisse photographier à visage découvert.

### Notoriété auprès du grand public
En juillet 2017, son article « Fallait demander » devient viral sur les réseaux sociaux, et met en lumière le concept de charge mentale en France. À la suite de la publication de sa bande dessinée, la question de l'organisation du travail domestique dans les couples hétérosexuels est abordée dans de nombreux journaux généralistes. Sa bande dessinée est ensuite traduite en anglais, allemand, italien et japonais et publiée avec d'autres articles dans le recueil Un autre regard.
Emma ne se revendique pas comme illustratrice et assume la dimension peu esthétique de ses dessins : « On n'achète pas mes livres parce qu'ils sont beaux mais parce qu'ils sont parlants ».
Emma continue de poster sur son blog des planches sur des sujets de politique ou de société. En 2018, elle publie un troisième tome de bandes dessinée sur la charge émotionnelle qui consiste à anticiper et à couvrir les besoins émotionnels de son entourage, concept théorisé par la sociologue américaine Arlie Russell Hochschild dans les années 1980.

## Victime d'appels à la violence par Bastien Vivès
En décembre 2022, alors que l'auteur Bastien Vivès, accusé de faire l'apologie de la pédocriminalité dans ses œuvres et ses propos, est au cœur d'une intense polémique, le site Arrêt sur images rapporte que Bastien Vivès avait posté, en 2017 à la sortie d' Un autre regard, des commentaires violents envers Emma qu'elle republie le 12 décembre 2022 sur ses comptes Twitter et Facebook : il l'avait qualifiée sur Facebook« d'abrutie mongolienne ». Dans d'autres commentaires il appelle au meurtre d'Emma et de son enfant, écrivant par exemple : « J'aimerais que son gosse la poignarde, qu'il fasse une bd sur comment il l'a poignardée et qu'il se fasse enculer à chaque like ».
La blogueuse affirme avoir porté plainte avec le soutien de son éditeur, mais que l'affaire n'a pu aller en justice car le délit supposé était prescrit.
Interrogé sur ces messages, Vivès reconnaît leur existence et dit qu'il « aimerait s'excuser ».

## Œuvres
- 2017 : Un autre regard. Trucs en vrac pour voir les choses autrement, Paris, Massot, 110 p.  (ISBN 979-1097160036)
- 2017 : Un autre regard 2, Paris, Massot, 112 p.  (ISBN 979-1097160241)
- 2018 : La Charge émotionnelle et autres trucs invisibles, Paris, Massot, 112 p.  (ISBN 979-1097160357)
- 2019 : Un autre regard sur le climat, Paris, Massot, 94 p.  (ISBN 979-10-97160-82-1)
- 2020 : Un autre regard, tome 4 : Des princes pas si charmants et autres illusions à dissiper ensemble, Paris, Massot, 111 p.  (ISBN 9791097160982)
- 2021 : Lucine et Enzo ou le parcours d'un enfant atypique, Paris, Massot  (ISBN 9782380353143)
- 2023 : Un autre regard, tome 5 : des lignes et des cailloux, Paris, Massot  (ISBN 9782380353778)